# Karabin maszynowy RP-46
RP-46 (ros. РП-46, 7,62-мм ротный пулемёт образца 1946 года, trl. 7,62 mm rotnyj puliemiot obrazca 1946 goda) – radziecki ręczny karabin maszynowy.
W założeniu RP-46 miał zastąpić rkm-y DP i DPM. Podstawową zmianą w stosunku do wcześniejszych rkm-ów skonstruowanych w biurze Diegtariowa było zastąpienie magazynka talerzowego taśmą nabojową (mieszczącą 200 lub 250 naboi). Adaptacji dokonał zespół złożony z W. Szilina, P. Poliakowa i A. Dibinina. Nowa konstrukcja została wprowadzona do uzbrojenia jako RP-46 (rotnyj puliemiot – „kompanijny karabin maszynowy”).
RP-46 miał wypełnić lukę pomiędzy lekką bronią automatyczną plutonu taką jak RPD a ciężkimi karabinami maszynowymi, ale w odróżnieniu od rkm-ów DP i DPM nie zdobył większej popularności poza ZSRR. Karabin ten pozostawał w służbie do lat 60. XX wieku, po czym został zastąpiony przez pierwszy radziecki uniwersalny karabin maszynowy PK/PKS.
Wycofane z uzbrojenia RP-46 były przekazywane lewicowym oddziałom partyzanckim na całym świecie.